# Pipicacadodo
Pour plus de détails, voir Fiche technique et Distribution.
Pipicacadodo (titre original : Chiedo asilo) est un film franco-italien réalisé par Marco Ferreri, sorti en 1979.

## Synopsis
Roberto (Roberto Benigni) n’est pas un instituteur ordinaire. De son physique, c’est une sorte de « Pierrot lunaire » ; il est plutôt idéaliste et va s’occuper d’une classe de maternelle à Corticella, dans la banlieue de Bologne, de façon assez originale et révolutionnaire. D’abord, il est le premier homme à prendre service dans l'école de Corticella, s'agissant d'une profession traditionnellement réservée aux femmes. Ensuite, il est convaincu de la nécessité de transformer la pédagogie traditionnelle et va s’y employer avec les petits de la classe maternelle dont il a la charge. Avec l’aide de Luca (Luca Levi), un handicapé, il se livre à des expériences pédagogiques dont il attend la preuve que, ni l’école ni la société, ne sont conçues pour l’épanouissement des enfants. Par exemple, il emmène un jour ses élèves à l’usine où travaillent leurs papas : les bambins bouleversent la mécanique bien huilée mise en place par les adultes. Et pour garder intacte leur spontanéité de jeunes êtres encore instinctifs, il préfère les mettre en rapport avec les animaux : il introduit un âne dans la classe.
Roberto est amoureux d’Isabella (Dominique Laffin), la mère d’une de ses élèves. Lorsque la jeune femme part en Sardaigne pour y accoucher de l’enfant de Roberto, celui-ci l’accompagne avec tous ses élèves auxquels il fait la classe dans un cinéma désaffecté. Alors qu’Isabella met au monde son bébé, Roberto et Gianluigi, un gamin qui refuse de parler et de s’alimenter, disparaissent dans la mer en se tenant par la main...

## Fiche technique
- Titre français : Pipicacadodo[1]
- Titre original : Chiedo asilo[2]
- Réalisation : Marco Ferreri
- Scénario : Marco Ferreri et Gérard Brach avec la collaboration de Roberto Benigni
- Photographie : Pasquale Rachini (it)
- Montage : Mauro Bonanni (it)
- Musique : Philippe Sarde
- Costumes : Nicoletta Ercole (it)
- Production : Jacqueline Ferreri
- Sociétés de production : 23 Giugno, A.M.S. Productions, Best International, Pacific Business Group
- Pays de production :  Italie -  France
- Langue originale : italien
- Format : Couleurs - Mono - 35 mm
- Genre : Comédie
- Durée : 110 minutes
- Dates de sortie :
  - Italie : 24 octobre 1979
  - France : 27 février 1980

## Distribution
- Roberto Benigni : Roberto
- Francesca De Sapio : Chiara
- Dominique Laffin : Isabella
- Luca Levi : Luca
- Girolamo Marzano : Mario
- Carlo Monni : Paolo
- Chiara Moretti : Irma
- Roberto Amaro : Robertino